# Grigoriy Shtein
Grigoriy Shtein, né le 6 mars 1996 à Astana, est un coureur cycliste kazakh.

## Biographie
En 2014, en catégorie juniors, Grigoriy Shtein est champion d'Asie et du Kazakhstan de la course en ligne. La même année, il remporte le Grand Prix de Bousse en France, une épreuve toutes catégories.
En 2016, il est membre de l'équipe continentale Astana City. Au mois d'avril, il se distingue en prenant la deuxième place du Gran Premio della Liberazione, seulement battu dans un sprint à deux par l'Italien Vincenzo Albanese.

## Palmarès et résultats

### Palmarès par année
- 2014
  -  Champion d'Asie sur route juniors
  -  Champion du Kazakhstan sur route juniors
  - Grand Prix de Bousse
- 2016
  - 2e du Gran Premio della Liberazione
- 2017
  - 5eb étape du Bałtyk-Karkonosze Tour
  - 3e du championnat du Kazakhstan sur route

### Classements mondiaux
| Année                                 | 2015 | 2016  | 2017  | 2018  | 2019  | 2020  | 2021  |
| ------------------------------------- | ---- | ----- | ----- | ----- | ----- | ----- | ----- |
| Classement mondial                    |      | 1275e | 891e  | 1819e | 2613e | 1893e | 1042e |
| UCI Europe Tour                       | nc   | 982e  | 1069e | nc    |       |       |       |
| UCI Asia Tour                         | 333e | 403e  | 168e  | 326e  | 255e  | 153e  | 36e   |
|                                       |      |       |       |       |       |       |       |
| Légende : nc = non classéSource : UCI |      |       |       |       |       |       |       |